# 翁子
翁子，原稱翁仔社，是臺灣臺中市豐原區的一個傳統地域名稱，位於該區東部偏北。相較於今日行政區，其範圍大致包括南村里西部北側、翁明里、翁社里、翁子里不含東北端、南嵩里北部不含最北端（豐原高爾夫俱樂部球場西北方的一小塊地）。

## 歷史
台灣清治末期，翁子地區為一街庄，稱為「翁仔社庄」，隸屬於捒東上堡。該庄北與朴仔口庄為鄰，東邊為石崗仔庄，南邊與上南坑庄為鄰，西邊為葫蘆墩街、大湳庄。
1901年（日明治三十四年）11月，全台廢縣廳改設二十廳，該庄隸屬於臺中廳。1903年（明治三十六年）6月，該庄編入「葫蘆墩區」，仍隸屬於臺中廳。1909年（明治四十二年）10月，全台二十廳合併為十二廳，葫蘆墩區隸屬不變。1920年（大正九年），全台地方制度大改正，該庄改制並改名為「翁子」大字，隸屬於臺中州豐原郡豐原街。
戰後豐原街改制為豐原鎮，隸屬於臺中縣，大字亦改制為里。1950年10月，中、彰、投分治，豐原鎮隸屬不變。1976年，豐原鎮因人口超過十萬人而改制為縣轄豐原市。2010年12月，隨著臺中縣、市合併為直轄臺中市，豐原市改制為豐原區。

## 聚落
本地區發展較早的聚落為翁仔社（翁社），在日治期初期的官方地圖上已有記載。此外，本地區尚有井子腳、半張（金義新村）、北坑口、公老坪、崎頭、北埔、公老坪頂、南埔等聚落。

## 交通
台鐵山線大致以北北東－南南西走向經過翁子地區西南端近邊界地帶。其北側邊界外緣即為豐原車站，屬一等站，停靠大部分的普悠瑪號、自強號列車及其餘各級全部列車，由此可前往台鐵沿線各站。
省道台3線（圓環東路）俗稱「內山公路」，是臺北至屏東的幹道，大致以東北—西南走向轉北北西—南南東走向經過本地區西半葉的東南側。由該道路向東北可前往石岡、東勢、卓蘭、大湖等地，向南南東繞大彎轉南南西再轉西南再繞大彎轉西北西再轉南南西可前往潭子、北屯、台中市區、大里等地。
區道中90線（水源路、水源路坪頂巷）是豐原經公老坪山區至石岡的道路，其西側端點位於本地區西端的省道台3線路口，由此向東轉東南東再轉東北蜿蜒出境後，可前往翁子東部的公老坪、石岡中部偏西北並止於區道中91線路口。

## 學校
- 翁子國小